# Ammar al-Basri
Ammar al-Basri ou ʿAmmār al-Baṣrī (en arabe عمار البصري) est un théologien chrétien nestorien arabe du IXe siècle.

## Biographie
On sait peu de choses de sa vie. Il a vécu dans la première moitié du IXe siècle. On suppose qu'il est né à Bassorah, comme le suggère sa nisba. C'est un contemporain du théologien mutazilite Abū l-Hudhayl al-Allaf qui a écrit contre lui une réfutation.

## Œuvre
Il est connu pour deux livres, considérés comme la première somme théologique chrétienne en arabe, où il défend le christianisme contre l'islam, le Kitāb al-burhān (« Livre de la preuve ») et le Kitāb al-masāʾiI wa-l-ajwiba (« Livre des questions et des réponses »), plus développé que le premier,. Il continue ainsi l'effort de ses contemporains Abou Raïta et Abu Qurrah.
Ces deux livres, seuls conservés, ont été publiés par Michel Hayek sous le titre Ammar al-Basri : Apologie et controverses en 1977 à Beyrouth.

## Théologie et apologétique

### La Trinité
C'est principalement le dogme de la Trinité et la notion d'Incarnation qui posent problème aux musulmans, qui les jugent en contradiction avec celui du tawhid (l'unicité et l'unité divines). Ammar s'appuie sur sa connaissance de la langue arabe et du kalam (théologie musulmane) pour tirer parti des divergences, parmi les mutakallimun, sur la question des attributs divins. Les attributs tels que la parole de Dieu, se demandent les théologiens de l'islam, ne font-ils qu'un avec l'essence de Dieu, comme le soutiennent les mutazilites, ou sont-ils réels et distincts de son essence, comme l'affirment les acharites ? Ammar adopte une position proche de ces derniers pour défendre l'idée que la parole et la vie de Dieu ont une réalité indépendante de l'essence de Dieu. Tous les autres attributs, comme la puissance et la sagesse, dérivent de ces deux attributs premiers,. Il identifie la Parole avec le Christ et la Vie avec l'Esprit saint. Il établit ainsi la doctrine de la Trinité. Mais il n'explique pas le dogme selon lequel les trois hypostases sont égales.
Quant à la nature du Christ, Ammar affirme que Jésus est la Parole éternelle de Dieu. Le concept de Fils ne doit pas suggérer une relation de parenté anthropomorphique. Il faut comprendre la relation du Père au Fils comme la relation d'Allah à son Trône - ici, Ammar fait appel à un concept coranique afin de convaincre son interlocuteur musulman. Il justifie l'Incarnation par la bienveillance divine qui permet ainsi aux hommes de mieux connaître un Dieu qui se fait plus proche,. Il ne semble pas avoir pour but de décrire précisément la nature de l'unité des trois hypostases en une seule substance, mais de défendre l'idée de Trinité contre ce qu'il considère comme des fausses interprétations par les musulmans. Son discours semble donc destiné davantage à un public musulman qu'à des adversaires jacobites. Sa conception d'une double nature du Christ, l'une humaine et l'autre divine, le rattache à la tradition nestorienne. Mais son but est de minimiser, aux yeux d'un public musulman, les divergences entre chrétiens, pour montrer que jacobites et nestoriens sont d'accord sur l'essentiel.
Il défend également plusieurs autres articles de la foi chrétienne : la croyance en la mort du Christ sur la croix, niée par l'islam ; la pratique du baptême, destinée à laver du péché ; la croyance en une vie future essentiellement spirituelle, tandis que le Coran affirme la résurrection du corps.

### Altération des Écritures
Il répond aussi à une autre objection soulevée par les auteurs musulmans : il défend l'authenticité des Écritures contre l'accusation d'altération (taḥrīf). Les arguments des mutakallimun pour démontrer le tahrif concernent soit l'altération du texte lui-même, soit l'usage de fausses interprétations. Ammar répond que l'existence d'une pluralité d'interprétations est justement une preuve que les Évangiles n'ont pas été altérés, puisque ces interprétations concernent un seul et même texte. En outre, si le Coran se présente comme issu d'une même Révélation que la Torah et les Évangiles, Ammar relève des différences fondamentales entre islam et christianisme, comme la divinité du Christ et de l'Esprit et le caractère non corporel de la résurrection. Ensuite, il tire argument des divisions entre juifs et chrétiens pour prouver qu'ils n'ont pas pu s'entendre pour falsifier les Textes. Enfin, il soutient que les Évangiles sont avérés par des miracles, et qu'aucun miracle n'a eu lieu depuis leur révélation. Ainsi, il retourne contre l'islam la notion d'i'jaz : les textes bibliques selon lui sont le miracle qui se suffit à lui-même.

### La «vraie religion»
Il entend démontrer de façon rationnelle l'existence de Dieu, ainsi que son unicité. Pour cela, il s'appuie sur les philosophes grecs, Platon et Aristote. Il importe pour Ammar d'établir, aux yeux de ses lecteurs musulmans, que Dieu est un, et que le christianisme est monothéiste, malgré le concept de Trinité.
Ammar al-Basri s'interroge sur les critères qui permettent de distinguer la « vraie religion », qui ne peut être qu'une, puisque Dieu est unique. Il évoque des critères rationnels : elle défend le dogme de la résurrection, sans quoi l'œuvre de Dieu serait anéantie et perdrait son sens, l'effort et le mérite en vue du Salut. Il ajoute qu'une vraie religion ne peut demander à l'homme plus qu'il ne peut supporter (il se réfère ici implicitement à plusieurs versets coraniques). On peut en déduire qu'il souhaitait convaincre un public musulman. Il a rencontré une audience suffisante pour qu'Abu al-Hudhayl al-Allaf prenne la peine d'écrire une « Réfutation d'Ammar le Chrétien », dont le texte est perdu. Les fausses religions se reconnaissent selon lui à ce qu'elles manquent de preuves, et se diffusent par la contrainte, ou par la solidarité ethnique, ou encore par la simple tradition. Dominique Urvoy note ici une analogie avec les interrogations de Burzoé, dans la traduction de Kalila et Dimna par Ibn al-Muqaffa, sur les fondements des religions. Bien qu'il fasse appel à l'argumentation rationnelle, Ammar reconnaît que la raison seule ne permet pas de concevoir la religion authentique ni de la distinguer des fausses religions. Il énumère dix dogmes chrétiens qui dépassent la raison, comme l'immaculée conception, la résurrection, l'Incarnation et la Trinité,. C'est finalement selon lui le miracle seul qui permet de reconnaître la « vraie religion ». Celle-ci, qui est selon lui forcément unique, c'est le christianisme. Pour le justifier, Ammar s'appuie davantage sur les textes révélés que sur la raison. 

## Postérité
Les arguments de ʿAmmar ont été repris par des théologiens chrétiens arabes. Ainsi Abū al-Faraj ibn al-Ṭayyīb.
Plus récemment, Ibrāhīm Lūqā a écrit un livre, al- Masīḥīyah fī al-Islām, pour expliquer le concept de Trinité à un lectorat musulman. Il s'inspire des textes de ʿAmmar al-Basri.